# Fijeroga
Fijeroga este o localitate din comuna Koper, Slovenia, cu o populație de 21 de locuitori.